# Південний фронт (Громадянська війна в Росії)
Півде́нний фронт (Громадянська війна в Росії) — оперативно-стратегічне об'єднання (фронт) Червоної армії на півдні Радянської Росії в ході Громадянської війни. Утворений 11 вересня 1918 року наказом РВСР в смузі між Західним районом оборони і Східним фронтом. Перейменований директивою Головкому РСЧА в Південно-Західний фронт з 10 січня 1920 року.

## Історія об'єднання
Війська Південного фронту вели оборонні бої проти Донської армії Краснова за Царицин і Камишин (липень — грудень 1918 року), потім проводили наступ (січень — березень 1919 року) з метою розгрому Донської армії, а також проти військ Денікіна за Донбас. Вели бої по придушенню повстань козаків у верхньодонських станицях в березні — червні 1919 р.
Після наступу армій Денікіна, що почалося в травні, війська фронту відійшли з Донської області, залишивши Донбас і Харків. Почали серпневий контрнаступ проти армій Денікіна (серпень — вересень 1919), вели бої проти рейду білоказацької кінноти Мамонтова і Шкуро в тилу фронту (серпень — вересень 1919), під натиском противника відійшли на північ, залишивши Курськ, Вороніж, Орел.
Потім війська фронту провели контрнаступ проти армій Денікіна, в ході якого були здійснені операції: Орловсько-Курська (жовтень — листопад 1919), Воронезько-Касторненська (жовтень — листопад 1919), зайнявши міста Курськ, Вороніж, Орел, Касторне.
У ході наступу спільно з Південно-Східним фронтом в листопаді 1919 — січні 1920 провели операції: Харківську (листопад — грудень 1919), Донбаську (грудень 1919), Ростово-Новочеркаську (січень 1920 року), завдали поразки армії Денікіна, зайняли міста Харків, Київ, Полтаву, Ростов-на-Дону, звільнили Донбас.

## Військові операції
- Серпневий наступ Південного фронту 1919 року
- Орловсько-Курська операція (1919)
- Воронезько-Касторненська операція (1919)
- Харківська операція (1919)
- Донбаська операція (1919)
- Ростово-Новочеркаська операція (1920)

## Командувачі
- П. П. Ситін (11 вересня — 9 листопада 1918);
- П. A. Славен (9 листопада 1918 — 24 січня 1919);
- В. М. Гиттіс (24 січня — 13 липня 1919);
- В. М. Єгор'єв (13 липня — 11 жовтня 1919);
- О. І. Єгоров (11 жовтня 1919 — 10 січня 1920).

## Склад військ фронту
- 8-а армія (3 жовтня 1918 — 9 січня 1920);
- 9-а армія (3 жовтня 1918 — 30 вересня 1919);
- 10-а армія (3 жовтня 1918 — 30 вересня 1919);
- 11-а армія (3 жовтня — 8 грудня 1918);
- 11-а окрема армія (23 травня — 12 червня 1919, в оперативному підпорядкуванні);
- 12-а армія 1-го формування (3 жовтня — 8 грудня 1918);
- 12-а армія 2-го формування (27 червня — 27 липня 1919, в оперативному підпорядкуванні: 17 жовтня 1919 — 10 січня 1920);
- 13-а армія (З березня 1919 — 10 січня 1920);
- 14-а армія (до 4 червня 1919 2-а Українська радянська армія; 27 квітня 1919 — 10 січня 1920);
- 1-а Кінна армія (19 листопада 1919 — 9 січня 1920);
- Особливий корпус (до 17 червня 1919 Окремий експедиційний корпус; 10 червня — 7 липня 1919, штаб до 31 липня);
- Кінний корпус С. М. Будьонного (з 30 жовтня 1919 1-й Кінний корпус; 7 жовтня — 19 листопада 1919);
- Зовнішній південний район оборони (1—25 жовтня 1919);
- Орловський військовий округ (26 жовтня 1919 — 10 січня 1920).